# Café de Paris
Il Café de Paris è stato un night club di Londra situato su Coventry Street, nel West End.
Inaugurato originariamente nel 1924, è stato riaperto nel 1948, diventando uno dei più noti e attivi club del londinese.

## Storia
Aperto nel 1924, il club ha visto le esibizioni di diverse cantanti, tra cui Dorothy Dandridge, Maxine Cooper, Marlene Dietrich e Louise Brooks, che introdusse a Londra il Charleston.
Il club raggiunse la fama con la visita dell'allora principe del Galles, Edoardo VIII, che negli anni successivi divenne un cliente regolare, come l'Aga Khan e Cole Porter.
Durante la seconda guerra mondiale, la notte dell'8 marzo 1941, il Café fu bombardato dalla Luftwaffe, che uccise almeno 34 persone e ne ferì almeno 12.
Le attività ripresero a guerra finita nel 1948. A causa della pandemia di COVID-19, nel 2020 il locale ha dovuto chiudere definitivamente.